# Fantan
Fantan (en arménien Ֆանտան) est une communauté rurale du marz de Kotayk, en Arménie. Elle compte 1 068 habitants en 2008.